# Antiparémie
Une antiparémie est un jeu de mots qui peut être un pastiche limité à une formule courte tirée d'une citation célèbre d'un auteur ou le plus souvent un faux proverbe construit par paronymie à partir d'un ou plusieurs proverbes détournés de leur sens initiaux. Contrairement à ces derniers, qui contiennent une sentence morale ou un jugement utile à rappeler, le faux proverbe n'aura qu'un rôle humoristique.[réf. nécessaire]
Si un grand nombre d'entre eux sont issus de la culture populaire sans qu'aucune origine certaine ne leur soit connue, certains de ces détournements sont le fait d'auteurs et d'humoristes célèbres.[réf. nécessaire]

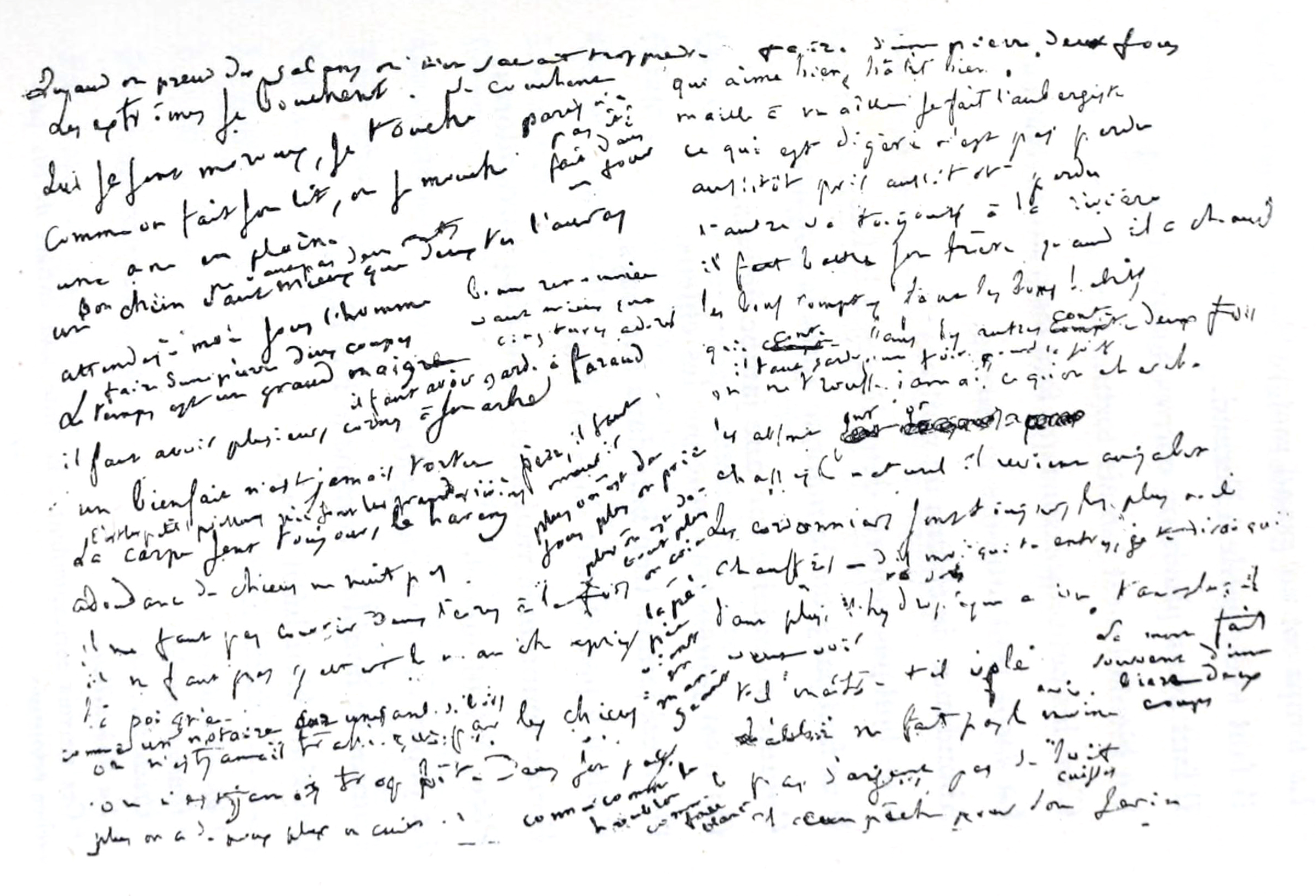
Proverbes retournés de Balzac.

Selon une autre définition : « Un proverbe détourné (on dit aussi dérivé ou tordu ou faux proverbe) est une parodie du proverbe, une unité phraséologique derrière laquelle on peut reconnaître 
– un proverbe concret, p. ex. Qui veut le plus peut le moins < Qui peut le plus peut le moins et/ou
– un schéma proverbial, p. ex. Il vaut mieux avoir un gros nez que deux petits < Il vaut mieux + proposition + comparaison avec que. » (Peter Barta)
Les écrivains oulipiens ont travaillé sur cette forme à travers les perverbes, croisements entre deux proverbes, et les locutions introuvables, fusion de deux proverbes (« Tirer le Diable en Espagne »).
Les « vrais » proverbes sont normalement moraux, or dans la culture populaire on trouve des proverbes misogynes et paillards, que l'on peut qualifier de « faux » proverbes.
Le slogan, de par sa provenance et son sens parfois amoral ou inintelligible, est aussi classé dans la catégorie des antiparémies.